# Rezinkovia
Rezinkovia is een geslacht van sponsdieren uit de klasse van de Demospongiae (gewone sponzen).

## Soorten
- Rezinkovia arbuscula Efremova, 2004 dezelfde soort als Rezinkovia abietina
- Rezinkovia echinata Efremova, 2004